# Bobrovîțea
Bobrovîțea (în ucraineană Бобровиця) este orașul raional de reședință al raionului Bobrovîțea din regiunea Cernigău, Ucraina. În afara localității principale, mai cuprinde și satele Cervonoarmiiske, Makarivka, Travkîne, Urojaine și Zatîșșea.

## Demografie
Componența lingvistică a orașului Bobrovîțea
     Ucraineană (97,22%)
     Rusă (2,31%)
     Alte limbi (0,29%)
Conform recensământului din 2001, majoritatea populației orașului Bobrovîțea era vorbitoare de ucraineană (97,22%), existând în minoritate și vorbitori de rusă (2,31%).